# Lista över individuella NHL-rekord
Detta är en lista över individuella rekord i NHL.

## Säsonger
- Flest säsonger: Gordie Howe, 26 (1946–47 till 1970–1971; 1979–1980), ej inkluderande säsongerna i WHA
- Flest slutspelssäsonger: Chris Chelios, 23 (1983–84 till 2007–08, ej 1997–98 och lockout-säsongen 2004-05)

## Matcher
- Flest matcher: Gordie Howe, 72[1]
- Flest matcher, inklusive slutspelsmatcher: Mark Messier, 1992
- Flest matcher spelade av en europeisk spelare: Jaromir Jagr, 1733 (T o m 2018-02-04)
- Flest matcher spelade av en europeisk spelare, inklusive slutspelsmatcher: Jaromir Jagr, 1941 (T o m 2018-02-04)
- Flest matcher i rad: Doug Jarvis, 964 (8 oktober 1975—10 oktober 1987)
- Äldsta spelare att spela match: Gordie Howe, 52 år, 11 dagar

## Stanley Cup-titlar
- Flest Stanley Cup-titlar, som spelare: Henri Richard, Montreal Canadiens, 11.
- Flest Stanley Cup-titlar, som både spelare och ledare: Jean Béliveau, Montreal Canadiens, 17.

## Mål
- Flest mål: Alexandr Ovetjkin, 895 slogs från Wayne Gretzky rekord på 894 den 6 April 2025
- Flest mål, inklusive slutspel: Wayne Gretzky, 1016
- Flest mål på en säsong: Wayne Gretzky, 92 (1981–1982)
- Flest mål i ett slutspel: Jari Kurri (1985) 19 och Reggie Leach (1976) 19
- Flest mål på en säsong, inklusive slutspel: Wayne Gretzky, 100 (1983–84)
- Flest mål på säsongens 50 första matcher: Wayne Gretzky, 61 (två gånger, 1981–82 och 1983–84)
- Flest mål i en match: Joe Malone, 7 (31 januari 1920)
- Flest mål i en bortamatch: Red Berenson, 6 (7 november 1968)
- Flest mål i en period: Max Bentley (28 januari 1934), Busher Jackson (20 november 1934), Clint Smith (4 mars 1945), Red Berenson (7 november 1968), Wayne Gretzky (18 februari 1981), Grant Mulvey (3 februari 1982), Bryan Trottier (13 februari 1982), Tim Kerr (13 april 1985), Al Secord (7 januari 1987), Joe Nieuwendyk (11 januari 1989), Peter Bondra (5 februari 1994), Mario Lemieux (26 januari 1997), alla med 4.
- Flest matchavgörande mål per säsong: Phil Esposito, Boston, 1971 och 1972, samt Michel Goulet, Quebec, 1984, båda med 16

## Assists
- Flest assists: Wayne Gretzky, 1963
- Flest assists, inklusive slutspel: Wayne Gretzky, 2223
- Flest assists på en säsong: Wayne Gretzky, 163 (1985–86)
- Flest assists på en säsong, inklusive slutspel: Wayne Gretzky, 174 (1985–86)
- Flest assists i en match: Billy Taylor (16 mars 1947), Wayne Gretzky (tre tillfällen: 15 februari 1980; 11 december 1985; 14 februari 1986), samtliga med 7
- Flest assists i en bortamatch: Billy Taylor (16 mars 1947) och Wayne Gretzky (11 december 1985), båda med 7
- Flest assists i en period: Wayne Gretzky, 5 (6 mars 1984)

## Poäng
- Flest poäng: Wayne Gretzky, 2857
- Flest poäng, inklusive slutspel: Wayne Gretzky, 3239
- Flest poäng av en europeisk spelare: Jaromir Jagr, 1921
- Flest poäng på en säsong: Wayne Gretzky, 215 (1985–86)
- Flest poäng på en säsong, inklusive slutspel: Wayne Gretzky, 255 (1984–85)
- Flest poäng i en match: Daryl Sittler, 10 (7 februari 1976)
- Flest poäng i en slutspelsmatch: Patrik Sundström (22 april 1988) och Mario Lemieux (25 april 1989), båda med 8
- Flest poäng i en bortamatch: Peter och Anton Stastny, 8 var (22 februari 1981)
- Flest poäng i en period: 6 st. Bryan Trottier  (23 december 1978) och Mika Zibanejad (18 mars 2021).

## Plus/minus-statistik
- Bäst ± i karriären: Larry Robinson, +730
- Bäst ± för en säsong: Bobby Orr, +124 (1970–71)
- Bäst ± i en match: Tom Bladon, +10 (11 december 1977 mot Cleveland Barons)

## Power-play-mål
- Flest power-play-mål: Dave Andreychuk, 270
- Flest power-play-mål på en säsong: Tim Kerr, 34 (1985–86)
- Flest power-play-mål på en säsong av en back: Sheldon Souray, 19 (2006–2007)

## Mål i numerärt underläge
- Flest mål i numerärt underläge: Wayne Gretzky, 73
- Flest mål i numerärt underläge på en säsong: Mario Lemieux, 13 (1988–89)
- Flest mål i numerärt underläge i en match: Theoren Fleury, 3 (9 mars 1991)
- Flest mål i numerärt underläge på en rookiesäsong: Jordan Staal, 7 (2006–07)

## Förlängning
- Flest mål i förlängning: Aleksandr Ovetjkin, 22
- Flest slutspelsmål i förlängning: Joe Sakic, 8
- Flest assists i förlängning: Mark Messier, 18
- Flest poäng i förlängning: Sergej Fjodorov, 27
- Flest mål i förlängning på en säsong: Alex Galchenyuk (2016-17), Jonathan Toews (2015–16) och Steven Stamkos 2011-12, alla med 5

## Mål/assists/poäng per position
- Flest mål av en centerforward totalt: Wayne Gretzky, 894
- Flest mål av en centerforward på en säsong: Wayne Gretzky, 92 (1981–82)
- Flest assists av en centerforward totalt: Wayne Gretzky, 1963
- Flest assists av en centerforward på en säsong: Wayne Gretzky, 163 (1985–86)
- Flest poäng av en centerforward totalt: Wayne Gretzky, 2857
- Flest poäng av en centerforward på en säsong: Wayne Gretzky, 215 (1985–86)
- Flest mål av en vänsterforward totalt: Luc Robitaille, 668
- Flest mål av en vänsterforward på en säsong: Aleksandr Ovetjkin, 65 (2007–08)
- Flest assists av en vänsterforward totalt: John Bucyk, 813
- Flest assists av en vänsterforward på en säsong: Joe Juneau, 70 (1992–93)
- Flest poäng av en vänsterforward totalt: Luc Robitaille, 1394
- Flest poäng av en vänsterforward på en säsong: Luc Robitaille, 125 (1992–93)
- Flest mål av en högerforward totalt: Gordie Howe, 801
- Flest mål av en högerforward på en säsong: Brett Hull, 86 (1990–91)
- Flest assists av en högerforward totalt: Jaromir Jagr, 1155
- Flest assists av en högerforward på en säsong: Jaromir Jagr, 87 (1995–96)
- Flest poäng av en högerforward totalt: Jaromir Jagr, 1921
- Flest poäng av en högerforward på en säsong: Jaromir Jagr, 149 (1995–96)
- Flest mål av en back totalt: Ray Bourque, 410
- Flest mål av en back på en säsong: Paul Coffey, 48 (1985–86)
- Flest mål av en back i en match: Ian Turnbull, 5 (2 februari 1977)
- Flest assists av en back totalt: Ray Bourque, 1169
- Flest assists av en back på en säsong: Bobby Orr, 102 (1970–71)
- Flest assists av en back i en match: Babe Pratt (8 januari 1944), Pat Stapleton (30 mars 1969), Bobby Orr (1 januari 1973), Ron Stackhouse (8 mars 1975), Paul Coffey (14 mars 1986), Gary Suter, (4 april 1986), samtliga med 6
- Flest poäng av en back totalt: Ray Bourque, 1579
- Flest poäng av en back på en säsong: Bobby Orr, 139 (1970–71)
- Flest poäng av en back i en match: Tom Bladon (11 december 1977), Paul Coffey (14 mars 1986), båda med 8
- Flest poäng av en målvakt totalt: Tom Barrasso, 48
- Flest poäng av en målvakt på en säsong: Grant Fuhr, 14 (1983–84)
- Flest poäng av en målvakt i en match: Jeff Reese, 3 (10 februari 1993)

## Rookie-rekord
- Flest mål under rookiesäsongen: Teemu Selänne, 76 (1992–93)
- Flest mål i en match under rookiesäsongen: Howie Meeker (8 januari 1947), Don Murdoch (12 oktober 1976), båda med 5
- Flest mål i första NHL-matchen: Auston Matthews, 4 (12 oktober 2016)
- Flest assists under rookiesäsongen: Peter Stastny (1980–81) och Joe Juneau (1992–93), båda med 70 [Wayne Gretzky hade 86 assists (1979–80), men betraktas inte som rookie eftersom han spelade en säsong i WHA innan han kom till NHL.]
- Flest assists i en match under rookiesäsongen: Wayne Gretzky, 7 (Feb. 15, 1980)
- Flest assists i första NHL-matchen: Dutch Reibel (8 oktober 1953) och Roland Eriksson (6 oktober 1977), båda med 4
- Flest poäng under rookiesäsongen: Teemu Selänne, 132 (1992–93) [Wayne Gretzky hade 137 poäng (1979–80), men betraktas inte som rookie eftersom han spelade en säsong i WHA innan han kom till NHL.]
- Flest poäng i en match under rookiesäsongen: Peter och Anton Stastny, 8 var (22 februari 1981)
- Flest poäng i första NHL-matchen: Al Hill, 5 (14 februari 1977)
- Flest mål av en rookieback: Brian Leetch, 23 (1988–89)
- Flest assists av en rookieback: Larry Murphy, 60 (1980–81)
- Flest poäng av en rookieback: Larry Murphy, 76 (1980–81)

## Poäng/mål/assists-snitt
- Högst målsnitt per match (bland spelare med minst 200 gjorda mål): Mike Bossy, 0.762
- Högst målsnitt per match på en säsong (bland spelare med minst 20 gjorda mål): Joe Malone, 2.20 (1917–18)
- Högst målsnitt per match på en säsong (bland spelare med minst 50 gjorda mål): Wayne Gretzky, 1.18 (1983–84)
- Högst assistsnitt per match (bland spelare med minst 300 assists): Wayne Gretzky, 1.320
- Högst assistsnitt per match på en säsong (bland spelare med minst 35 assists): Wayne Gretzky, 2.04 (1985–86)
- Högst poängsnitt per match (bland spelare med minst 500 poäng): Wayne Gretzky, 1.921
- Högst poängsnitt per match på en säsong (bland spelare med minst 50 poäng): Wayne Gretzky, 2.77 (1983–84)

## Målsäsonger
- Flest säsonger med minst 20 mål: Gordie Howe, 22
- Flest säsonger i rad med minst 20 mål: Gordie Howe, 22 (1949–1971)
- Flest säsonger med minst 30 mål: Mike Gartner, 17
- Flest säsonger i rad med minst 30 mål: Mike Gartner, 15 (1979–1994), Jaromir Jagr, 15 (1991–2007)
- Flest säsonger med minst 40 mål: Wayne Gretzky, 12
- Flest säsonger i rad med minst 40 mål: Wayne Gretzky, 12 (1979–1991)
- Flest säsonger med minst 50 mål: Mike Bossy, Wayne Gretzky, båda med 9
- Flest säsonger i rad med minst 50 mål: Mike Bossy, 9 (1977–1986)
- Flest säsonger med minst 60 mål: Mike Bossy, Wayne Gretzky, båda med 5
- Flest säsonger i rad med minst 60 mål: Wayne Gretzky, 4 (1981-1985)

## Hat Tricks
- Flest matcher med minst tre mål: Wayne Gretzky, 50
- Flest matcher med minst tre mål på en säsong: Wayne Gretzky, 10 (1981–82 och åter 1983–84)

## Mål/assist/poäng-sviter
- Längsta målsvit i början av en NHL-karriär: Joe Malone, 14 matcher (1917–18)
- Längsta målsvit: Punch Broadbent, 16 matcher (1921–22)
- Längsta assistsvit: Wayne Gretzky, 23 matcher (1990–91)
- Längsta poängsvit: Wayne Gretzky, 51 matcher (1983–84)
- Längsta poängsvit från början på en säsong: Wayne Gretzky, 51 matcher (1983–84)
- Längsta poängsvit av en back: Paul Coffey, 28 matcher (1985–86)
- Längsta poängsvit av en rookie: Paul Stastny, 20 matcher (2006–07)

## Skott
- Flest skott på mål under en säsong: Phil Esposito, 550 (1970–71)

## Utvisningsminuter
- Flest utvisningsminuter totalt: Dave "Tiger" Williams, 3966
- Flest utvisningsminuter totalt, inklusive slutspel: Tiger Williams, 4421
- Flest utvisningsminuter på en säsong: Dave Schultz, 472 (1974–75)
- Flest utvisningar i en match: Chris Nilan, 10 (31 mars 1991)
- Flest utvisningsminuter i en match: Randy Holt, 67 (11 mars 1979)
- Flest utvisningar i en period: Randy Holt, 9 (11 mars 1979)
- Flest utvisningsminuter i en period: Randy Holt, 67 (11 mars 1979)

## Målvakter
- Flest matcher totalt: Patrick Roy, 1029
- Flest matcher i rad: Glenn Hall, 502 (1955–1962)
- Flest matcher på en säsong: Grant Fuhr, 79 (1995–96)
- Flest matchminuter totalt: Patrick Roy, 60235
- Flest matchminuter totalt på en säsong: Martin Brodeur, 4697 (2006–07)
- Flest oavgjorda matcher: Terry Sawchuk, 172
- Flest nollor: Martin Brodeur, 104
- Flest nollor på en säsong: George Hainsworth, 22 (1928–29)
- Längst tid utan insläppt mål: Alec Connell, 461 minuter, 29 sekunder (1927–28)
- Flest segrar totalt: Martin Brodeur, 552
- Flest segrar på en säsong: Martin Brodeur, 48 (2006–07)
- Längsta vinstsvit under en säsong: Gilles Gilbert, 17 matcher (1975–76)
- Längsta matchsvit utan förlust under en säsong: Gerry Cheevers, 32 matcher (1971–72)
- Längsta matchsvit utan förlust under rookiesäsongen: Grant Fuhr, 23 matcher (1981–82)
- Längsta matchsvit utan förlust från början av NHL-karriären: Patrick Lalime, 16 matcher (1996–97)
- Flest säsonger med minst 30 segrar: Patrick Roy, 13
- Flest raka säsonger med minst 30 segrar: Martin Brodeur, 12 (1995–2008)
- Flest raka säsonger med minst 35 segrar:  Martin Brodeur, 11 (1996–2008)
- Flest säsonger med minst 40 segrar: Martin Brodeur, 7
- Flest raka säsonger med minst 40 segrar: Martin Brodeur, 3 (2005–2008)